# Michelangelo Mattei

Patriachenwappen von Michelangelo Mattei (modernes Schema)

Michelangelo Mattei (* 8. Mai 1628 in Rom; † 22. Dezember 1699 ebenda) war ein italienischer katholischer Patriarch und Adliger.

## Leben
Er wurde am 8. Mai 1628 in Rom als Sohn von Ludovico III. Mattei und Laura di Girolamo Frangipane in die Patrizierfamilie Mattei geboren. Er war der jüngere Bruder von Kardinal Orazio Mattei und dem Befehlshaber der päpstlichen Armee Muzio Mattei.
Nachdem er 1635 seinen Vater verloren hatte, wurde er von seinem Cousin Gaspare aufgezogen, der ihn auf seine verschiedenen diplomatischen Missionen in Italien und Europa mitnahm und ihm eine frühe kirchliche Karriere ermöglichte.
Im Jahr 1651 wurde er Prior der Caporioni. Ab 1655 war er Kanoniker des Petersdoms und hatte die Rolle des Musikpräfekten der Cappella Giulia inne, eine Position, in der er für viele Jahre innehatte. Als Magister Cappellae arbeitete er mit bedeutenden Musikern seiner Zeit zusammen, wie beispielsweise Orazio Benevoli, Ercole Bernabei, Antonio Masini und Francesco Beretta.
Am 7. November 1689 wurde er zum Titularerzbischof von Hadrianopolis in Haemimonto ernannt. Am darauffolgenden 13. November empfing er die Bischofsweihe durch Kardinal Fabrizio Spada. Mitkonsekratoren waren Francesco de’ Marini, Titularerzbischof von Teodosia, und Prospero Bottini, Titularerzbischof von Myra. Am 18. Mai 1693 ernannte ihn Papst Innozenz XIII. zum Titularpatriarchen von Antiochia.
Im Dezember 1696 war er einer der Zelebranten bei der feierlichen Trauermesse zu Ehren von Johann III. Sobieski, König von Polen, die in der römischen Kirche Santo Stanislao dei Polacchi abgehalten wurde.
Er starb am 22. Dezember 1699 in Rom.